# William Paine Lord
William Paine Lord, född 1 juli 1838 i Dover, Delaware, död 17 februari 1911 i San Francisco, Kalifornien, var en amerikansk republikansk politiker, jurist och diplomat. Han var den nionde guvernören i delstaten Oregon 1895–1899.
Lord studerade vid Fairfield College och deltog i amerikanska inbördeskriget i nordstaternas armé. Efter kriget studerade han juridik i Albany och kom 1868 till Oregon där han öppnade sin advokatpraktik. Han tjänstgjorde som domare i Oregons högsta domstol mellan 1880 och 1894. Republikanerna i Oregon nominerade Lord i guvernörsvalet 1894. Han vann valet och tillträdde guvernörsämbetet i januari 1895. Lord efterträddes 1899 av T.T. Geer och utnämndes efter tiden som guvernör till chef för USA:s diplomatiska beskickning i Argentina. Han återvände 1902 till Oregon.